# Élections législatives salomonaises de 2014
Des élections législatives se tiennent aux Îles Salomon le 19 novembre 2014. Il s'agit de renouveler les cinquante députés du Parlement national (monocaméral), à l'issue de leur mandat de quatre ans. Les Îles Salomon sont une monarchie parlementaire fondée sur le modèle de Westminster.
Une fois élu, le nouveau Parlement doit soit renouveler sa confiance dans le Premier ministre sortant, Gordon Darcy Lilo, ou bien choisir un nouveau Premier ministre. La défaite de Lilo dans sa circonscription signifie toutefois qu'un nouveau Premier ministre doit être choisi. Obtenant le soutien de 31 députés, Manasseh Sogavare, ancien Premier ministre de 2000 à 2001 et de 2006 à 2007, retrouve le pouvoir le 9 décembre à la tête d'une coalition réunissant les Démocrates unis, le Parti Kadere et l'Alliance populaire.

## Système électoral et politique
Les Salomon sont une démocratie multipartite. Les députés sont élus au suffrage universel direct, lors d'un scrutin uninominal majoritaire à un tour, les électeurs dans chacune des cinquante circonscriptions élisant un député,.
En pratique, l'absence de grands partis politiques signifie qu'aucun parti ne peut obtenir une majorité de sièges, et que le Parlement est généralement composé de députés sans étiquette aux côtés de nombreux petits partis avec un faible nombre de sièges. En conséquence, les majorités sont formées par des coalitions instables, et les motions de confiance faisant chuter les gouvernements sont fréquentes au gré d'alliances fluctuantes.

## Contexte
Les élections législatives d'août 2010 avaient porté au pouvoir Danny Philip, du Parti démocrate réformé. Son gouvernement perd la confiance du Parlement en novembre 2011, et Gordon Darcy Lilo (député sans étiquette) lui succède, à la tête d'un nouveau gouvernement de coalition.
La législature 2010-2014 a vu s'enclencher la transition vers la fin du volet militaire de la mission RAMSI - la Mission d'assistance régionale aux Îles Salomon. Cette mission, fruit d'une coopération d'États océaniens, avait été déployée aux Salomon en 2003 à la demande des autorités salomonaises, pour faire face à de graves conflits inter-ethniques dans le pays. En 2013, le gouvernement salomonais et ses partenaires s'accordent à dire que le pays a été stabilisé et pacifié. Les forces militaires néo-zélandaises puis papou-néo-guinéennes se retirent, laissant une présence militaire composée de soldats et d'officiers australiens et tongiens. La mission RAMSI s'oriente alors vers une consolidation des forces de police salomonaises.
Pour les élections, la mission RAMSI fournit néanmoins près de quatre-vingt-dix policiers supplémentaires (venus d'Australie, de Nouvelle-Zélande, de Papouasie-Nouvelle-Guinée, du Vanuatu, des Tonga, des îles Cook et des Tuvalu) pour garantir le maintien de l'ordre en cas de besoin.
À la demande du gouvernement, une petite équipe d'observateurs du Commonwealth des nations, sous la direction de l'ancien Premier ministre de Papouasie-Nouvelle-Guinée Sir Mekere Morauta, assistera au déroulement des élections.
Pour ce scrutin, il y a quelque 287 000 électeurs inscrits.

## Partis et candidats
Douze partis politiques sont représentés dans le Parlement issu des élections de 2010, aux côtés de dix-neuf députés sans étiquette. Seul le Parti démocrate (en) a un nombre de sièges conséquent (treize), mais ses députés se scindent rapidement en factions divergentes. Aucun autre parti ne dispose de plus de trois députés.
À partir de 2011, Derek Sikua, ancien Premier ministre et seul député du Parti libéral, est le chef de l'opposition officielle face au gouvernement du Premier ministre Gordon Darcy Lilo (sans étiquette),,.
Pour les élections de 2014, toutefois, une refonte des partis politiques est engagée, dans le but d'apporter de la stabilité à la scène politique. Les partis sont dissous, et doivent se plier aux normes édictées pour être enregistrés et reconnus à nouveau. Les douze partis enregistrés pour cette élection sont principalement des nouveaux partis : Parti de l'alliance démocratique, Parti de l'alliance populaire, Parti du développement direct, Parti Kadere, Parti de la transformation nationale, Parti du peuple d'abord, Parti populaire progressiste, Parti du congrès pan-mélanésien des Îles Salomon, Parti de l'avancement rural, Parti démocrate uni, Parti rural et urbain de la jeunesse, Parti du renouvellement de la nation.
Il y a au total 447 candidats, dont vingt-quatre femmes. L'ensemble des quarante-huit députés sortants se représentent (deux sièges étant vacants à l'issue de la législature précédente, en raison de décès). Les deux seules femmes à avoir été députées dans l'histoire du pays, Hilda Kari et Vika Lusibaea, s'affrontent dans la circonscription de Honiara-centre, la capitale,,. Sur les 447 candidats, 245 concourent sans étiquette, et 202 sous l'étiquette d'un parti politique.

## Résultats

### Résultats d'ensemble et Premier ministre
Le taux de participation est un record : 89,93% des inscrits.
L'un des premiers résultats à être annoncés est une surprise majeure : le Premier ministre sortant, Gordon Darcy Lilo, est battu dans sa circonscription. Il ne peut donc pas prétendre conserver la direction du pays. C'est un inconnu, l'enseignant Jimson Tanangada, par ailleurs son neveu, qui remporte son siège de Gizo-Kolombangara. Autre surprise : Job Tausinga, vice-président du Parlement et député sans interruption depuis 1984, est également battu,,.
Vika Lusibaea, la seule femme députée sortante, est battue, de même que Hilda Kari, seule autre femme à avoir été députée dans l'histoire du pays, et qui se présentait contre elle dans la même circonscription. Une seule femme est élue, entrant au Parlement pour la première fois : Freda Comua, qui bat sur le fil le ministre des Affaires étrangères sortant Clay Forau dans la circonscription de Temotu Vatud.
Trente-deux députés sur cinquante sont élus sans étiquette. La loi d'intégrité des partis politiques de 2014 (Political Parties Integrity Act), dans son article 53(3), interdit aux partis politiques au Parlement de former une coalition avec des élus sans étiquette, l'objectif étant de stabiliser la vie politique du pays. Ainsi, les députés indépendants doivent rejoindre l'un des partis s'ils souhaitent participer au gouvernement. Dès l'annonce des résultats de l'élection, les tractations commencent, chaque parti cherchant à attirer autant de députés indépendants que possible,.
Deux coalitions se forment, choisissant respectivement l'ancien Premier ministre Manasseh Sogavare et le nouveau député Jeremiah Manele (ancien secrétaire permanent aux affaires étrangères) pour candidats au poste de Premier ministre. Sogavare remporte l'adhésion de trente-et-un députés (lui-même compris), contre dix-neuf pour son adversaire, et devient Premier ministre pour la troisième fois.
Le 17 décembre, les députés élisent Ajilon Nasiu (ancien Premier ministre de la province de Rennell et Bellona) à la présidence du Parlement. Aux Salomon, contrairement à la tradition du modèle de Westminster, le président du Parlement n'est pas choisi parmi les députés, mais en-dehors de l'assemblée.

### Par parti
| Partis                            | Partis                                 | Voix    | %     | Sièges | +/-           |
| --------------------------------- | -------------------------------------- | ------- | ----- | ------ | ------------- |
|                                   | Démocrates unis                        | 27 550  | 10,72 | 5      | Nv.           |
|                                   | Alliance démocrate                     | 19 992  | 7,78  | 7      | 5             |
|                                   | Parti Kadere                           | 11 999  | 4,67  | 1      | Nv.           |
|                                   | Peuple d'abord                         | 11 601  | 4,51  | 1      | Nv.           |
|                                   | Alliance populaire                     | 11 414  | 4,44  | 3      | 3             |
|                                   | Avancement rural                       | 10 022  | 3,90  | 1      | 2             |
|                                   | Parti transformation nationale         | 7 336   | 2,85  | 0      | Nv.           |
|                                   | Congrès pan-malésien                   | 5 421   | 2,11  | 0      | Nv.           |
|                                   | Parti de la jeunesse rurale et urbaine | 3 666   | 1,43  | 0      | Nv.           |
|                                   | Développement direct                   | 1 961   | 0,76  | 0      | 3             |
|                                   | Nation nouvelle                        | 795     | 0,31  | 0      | Nv.           |
|                                   | Progressiste populaire                 | 616     | 0,24  | 0      | Nv.           |
|                                   | Indépendants                           | 144 599 | 56,27 | 32     | 15            |
|                                   |                                        |         |       |        |               |
| Votes valides                     | Votes valides                          | 256 972 | 99,37 |        |               |
| Votes blancs et invalides         | Votes blancs et invalides              | 1 627   | 0,63  |        |               |
| Total                             | Total                                  | 258 599 | 100   | 50     | en stagnation |
| Abstention                        | Abstention                             | 28 966  | 10,07 |        |               |
| Nombre d'inscrits / participation | Nombre d'inscrits / participation      | 287 565 | 89,93 |        |               |

### Par circonscription
| Circonscription                       | Député sortant | Député sortant        | Parti du sortant      | Sortant se représente ?                                 | Élu | Élu                   | Parti de l'élu          |
| ------------------------------------- | -------------- | --------------------- | --------------------- | ------------------------------------------------------- | --- | --------------------- | ----------------------- |
| 'Are'are est                          |                | Andrew Manepora'a     | sans étiquette ?      | oui (mais parti Kadere)                                 |     | Andrew Manepora'a     | Parti Kadere            |
| 'Are'are ouest                        |                | John Maneniaru        | sans étiquette        | oui                                                     |     | John Maneniaru        | sans étiquette          |
| Auki-Langalanga                       |                | Matthew Wale          | Démocrate             | oui (mais sans étiquette)                               |     | Matthew Wale          | sans étiquette          |
| Baegu-Asifolo                         |                | David Tome            | sans étiquette        | oui                                                     |     | David Tome            | sans étiquette          |
| Choiseul est                          |                | Manasseh Sogavare     | OUR Party             | (mais sans étiquette)                                   |     | Manasseh Sogavare     | sans étiquette          |
| Choiseul nord-ouest                   |                | Connelly Sandakabatu  | sans étiquette        | oui (mais pour les Démocrates)                          |     | Connelly Sandakabatu  | Alliance démocrate      |
| Choiseul sud                          |                | Elijah Doro Muala     | National              | oui (mais sans étiquette)                               |     | Elijah Doro Muala     | sans étiquette          |
| Fataleka                              |                | Steve Abana           | Démocrate             | oui (mais sans étiquette)                               |     | Steve Abana           | sans étiquette          |
| Gao-Bugotu                            |                | Samuel Manetoali      | Rural et urbain       | oui (mais sans étiquette)                               |     | Samuel Manetoali      | sans étiquette          |
| Gizo-Kolombangara                     |                | Gordon Darcy Lilo     | sans étiquette        | oui (mais pour le Parti de l'Avancement rural)          |     | Jimson Tanangada      | Démocrates unis         |
| Guadalcanal centre                    |                | Peter Shannel Agovaka | OUR Party             | oui (mais sans étiquette)                               |     | Peter Shannel Agovaka | sans étiquette          |
| Guadalcanal centre-est                |                | Joseph Onika          | sans étiquette        | oui                                                     |     | Ishmael Avui          | Démocrates unis         |
| Guadalcanal est                       |                | Bradley Tovosia       | sans étiquette        | oui                                                     |     | Bradley Tovosia       | sans étiquette          |
| Guadalcanal nord                      |                | Martin Sopage         | sans étiquette        | oui                                                     |     | Samson Maneka         | Démocrates unis         |
| Guadalcanal nord-est                  |                | Derek Sikua           | Libéral               | oui (mais sans étiquette)                               |     | Derek Sikua           | sans étiquette          |
| Guadalcanal nord-ouest                |                | Bodo Dettke           | sans étiquette        | oui                                                     |     | Bodo Dettke           | sans étiquette          |
| Guadalcanal ouest                     |                | Moses Garu            | Démocrate             | oui                                                     |     | Moses Garu            | Alliance démocrate      |
| Guadalcanal sud                       |                | David Day Pacha       | Démocrate             | oui (mais sans étiquette)                               |     | David Day Pacha       | sans étiquette          |
| Hograno-Kia-Havulei                   |                | Selwyn Riumana        | sans étiquette        | oui                                                     |     | Jeremiah Manele       | Alliance démocrate      |
| Honiara centre                        |                | John Moffat Fugui     | sans étiquette        | oui                                                     |     | John Moffat Fugui     | sans étiquette          |
| Honiara est                           |                | Douglas Ete           | Démocrate réformé     | oui (mais sans étiquette)                               |     | Douglas Ete           | sans étiquette          |
| Honiara ouest                         |                | Namson Tran           | sans étiquette        | oui                                                     |     | Namson Tran           | sans étiquette          |
| Kwaio est                             |                | Stanley Sofu          | Démocrate             | oui (mais pour le Parti de l'Avancement rural)          |     | Stanley Sofu          | Avancement rural        |
| Kwaio ouest                           |                | Peter Tom             | Démocrate             | oui                                                     |     | Peter Tom             | Alliance démocrate      |
| Kwara'ae centre                       |                | Jackson Fiulaua       | sans étiquette        | oui                                                     |     | Jackson Fiulaua       | sans étiquette          |
| Kwara'ae ouest                        |                | Sam Iduri             | Démocrate             | oui                                                     |     | Sam Iduri             | Alliance démocrate      |
| Lau Mbaelelea                         |                | Walter Folotalu       | Démocrate             | oui (mais sans étiquette)                               |     | Maue Aga              | sans étiquette          |
| Malaita est                           |                | Manasseh Maelanga     | Démocrate             | oui (mais sans étiquette)                               |     | Manasseh Maelanga     | sans étiquette          |
| Malaita nord                          |                | Vika Lusibaea         | sans étiquette        | oui (mais dans la circonscription Honiara-centre)       |     | Jimmy Lusibaea        | sans étiquette          |
| Malaita îles extérieures              |                | Martin Kealoe         | Démocrate             | oui (mais sans étiquette)                               |     | Martin Kealoe         | sans étiquette          |
| Malaita sud                           |                | Rick Houenipwela      | Démocrate             | oui                                                     |     | Rick Houenipwela      | Alliance démocrate      |
| Makira centre                         |                | Hypolite Taremae      | sans étiquette        | oui                                                     |     | Nestor Giro           | sans étiquette          |
| Makira est                            |                | Alfred Ghiro          | Démocrate             | oui                                                     |     | Alfred Ghiro          | Alliance démocrate      |
| Makira ouest                          |                | Dick Ha'amori         | Développement rural   | oui (mais pour le Parti du Développement direct)        |     | Derek Manu'ari        | Parti du peuple d'abord |
| Maringe-Kokota                        |                | Varian Lonamei        | Démocrate indépendant | oui (mais sans étiquette)                               |     | Culwick Togamana      | sans étiquette          |
| Marovo                                |                | Snyder Rini           | Démocrate indépendant | oui (mais sans étiquette)                               |     | Snyder Rini           | sans étiquette          |
| Nggella                               |                | vacant                | -                     | -                                                       |     | Bartholomew Parapolo  | sans étiquette          |
| Nouvelle-Géorgie nord                 |                | Job Tausinga          | Avancement rural      | oui                                                     |     | John Kuku             | sans étiquette          |
| Nouvelle-Géorgie ouest-Vona Vona      |                | Silas Tausinga        | Avancement rural      | oui                                                     |     | Silas Tausinga        | Avancement rural        |
| Nouvelle-Géorgie sud-Rendova-Tetepare |                | Danny Philip          | Démocrate réformé     | oui (sous l'étiquette des Démocrates)                   |     | Danny Philip          | Démocrates unis         |
| Rannogga-Simbo                        |                | Charles Sigoto        | Démocrate réformé     | oui (mais sans étiquette)                               |     | Charles Sigoto        | sans étiquette          |
| Rennel-Bellona                        |                | Seth Gukuna           | sans étiquette        | oui (mais pour les Démocrates)                          |     | Tautai Kaitu'u        | Démocrates unis         |
| Savo-Russels                          |                | Dickson Mua           | OUR Party             | oui (mais sans étiquette)                               |     | Dickson Mua           | sans étiquette          |
| Shortlands                            |                | Christopher Laore     | sans étiquette        | oui                                                     |     | Christopher Laore     | sans étiquette          |
| Temotu Nende                          |                | Commins Mewa          | sans étiquette        | oui                                                     |     | Commins Mewa          | sans étiquette          |
| Temotu Pele                           |                | vacant                | -                     | -                                                       |     | Dudley Kopu           | sans étiquette          |
| Temotu Vatud                          |                | Clay Forau            | Fédération populaire  | oui (mais pour le Parti de la Transformation nationale) |     | Freda Comua           | sans étiquette          |
| Ugi-Ulawa                             |                | James Tora            | Démocrate             | oui                                                     |     | Willie Marau          | Alliance populaire      |
| Vella-la-Vella nord                   |                | Milner Tozaka         | Alliance populaire    | oui                                                     |     | Milner Tozaka         | Alliance populaire      |
| Vella-la-Vella sud                    |                | Alex Lionel           | sans étiquette        | oui                                                     |     | Alex Lionel           | sans étiquette          |

### Changements ultérieurs
En décembre 2017, la Haute Cour invalide l'élection en 2014 de Jimmy Tanangada dans la circonscription de Gizo Kolombangara, où il avait battu Gordon Darcy Lilo. La cour estime en effet que la distribution d'aliments à des électeurs par l'équipe de campagne du candidat Tanangada constitue un acte de corruption électorale. Une élection partielle a lieu en mai 2018, et est remportée par Lanelle Tanangada, l'épouse du député déchu. Se présentant sans étiquette, elle obtient 49,6 % des voix, devançant Gordon Darcy Lilo (30,6 %) et trois autres candidats.
En octobre 2018, quelques mois avant les prochaines élections législatives, la Haute Cour invalide l'élection de Freda Comua dans la circonscription de Temotu Vatud. Son siège demeure vacant jusqu'aux élections.
Peter Tom, député de l'Alliance démocrate pour Kwaio ouest, meurt le 5 novembre 2018.

## Conséquences
Une coalition réunissant les Démocrates unis, le Parti Kadere et l'Alliance populaire est formée, permettant à Manasseh Sogavare de redevenir Premier Ministre.